# Sebastiaan Verschuren
Sebastiaan Clemens Verschuren (* 7. Oktober 1988 in Amsterdam) ist ein niederländischer Freistilschwimmer.

## Werdegang
Sebastiaan Verschuren wurde 2005 erstmals niederländischer Meister über 1500 m Freistil und nahm an den Junioreneuropameisterschaften teil, wo er über diese Strecke Elfter wurde. Ein Jahr später wurde er bei den Junioreneuropameisterschaften Neunter über 1500 und Zehnter über 400 m Freistil. Er debütierte daraufhin bei den Europameisterschaften 2006 in Budapest im Seniorenbereich und erreichte über 1500 m den 19. Rang.
In den Folgejahren konzentrierte sich Verschuren zunehmend auf die 100 und 200 m Freistil. Bei den Weltmeisterschaften 2009 erreichte er über 200 m das Finale und belegte Rang 7. Ein Jahr später konnte er bei den Europameisterschaften in Budapest seine ersten internationalen Medaillen gewinnen: Bronze über 200 m Freistil sowie mit der Staffel über 4 × 100 m Lagen. Außerdem erreichte er über 100 m Freistil das Finale und wurde Sechster. Bei den Weltmeisterschaften 2011 verpasste er über 200 m Freistil als Neunter knapp das Finale, wurde über 100 m Freistil Achter und mit der Lagenstaffel Fünfter.
Sebastiaan Verschuren nahm für die Niederlande an den Olympischen Spielen 2012 in London teil und belegte über 100 m Freistil in persönlicher Bestzeit Rang 5. Als Schlussschwimmer der Lagenstaffel wurde er Siebter und über 200 m Freistil schied er im Halbfinale aus. 2013 war sein bestes Ergebnis bei den Weltmeisterschaften Rang 9 über 200 m Freistil, ehe er bei den Kurzbahneuropameisterschaften in Herning Bronze mit der Mixed-Staffel über 4 × 50 m Freistil gewann. Das beste Resultat seiner Einzelstarts war Rang 8 über 100 m Freistil. Bei den Europameisterschaften 2014 in Berlin erreichte er Rang 6 über 200 m und Rang 10 über 100 m Freistil; mit den Staffeln über 4 × 200 m Freistil und 4 × 100 m Lagen belegte er den fünften bzw. achten Platz.
Bei den Weltmeisterschaften 2015 in Kasan erreichte Verschuren das Finale über 200 m Freistil und wurde Fünfter; über 100 m Freistil schied er im Halbfinale aus. Als Startschwimmer der Mixed-Staffel über 4 × 100 m Freistil gewann er mit Joost Reijns, Ranomi Kromowidjojo und Femke Heemskerk Silber hinter dem Quartett aus den USA. Mit der Männerstaffel über 4 × 200 m Freistil wurde er Siebter. 2016 gewann er bei den Europameisterschaften in London vier Medaillen: Gold über 200 m Freistil und in den Staffeln über 4 × 100 m Freistil Mixed und 4 × 200 m Freistil der Männer sowie Silber über 100 m Freistil hinter Luca Dotto.
Verschuren gewann zwischen 2005 und 2016 insgesamt 29 niederländische Meistertitel auf der Kurz- und Langbahn und trainiert in Amsterdam unter Martin Truijens.

## Bestzeiten und Rekorde
| Disziplin      | Langbahn     | Langbahn        | Langbahn  | Kurzbahn     | Kurzbahn             | Kurzbahn          |
| -------------- | ------------ | --------------- | --------- | ------------ | -------------------- | ----------------- |
| 50 m Freistil  | 00:22,55 min | 15. Januar 2011 | Antwerpen | 00:22,41 min | 6. November 2013     | Singapur          |
| 100 m Freistil | 00:47,88 min | 1. August 2012  | London    | 00:47,21 min | 7. & 10. August 2013 | Eindhoven; Berlin |
| 200 m Freistil | 01:45,69 min | 27. Juli 2009   | Rom       | 01:43,25 min | 8. August 2013       | Eindhoven         |
| 400 m Freistil | 03:48,95 min | 7. April 2011   | Eindhoven | 03:51,42 min | 8. November 2014     | Tilburg           |

Sebastiaan Verschuren ist Teil der Staffeln, die die niederländischen Landesrekorde über 4 × 100 m Freistil, 4 × 200 m Freistil und 4 × 100 m Lagen (jeweils Langbahn) halten.
(Stand: 30. Juli 2016)